# Pandolf IV de Bénévent
Pour les articles homonymes, voir Pandolf.

Pandolf IV de Bénévent (mort le 7 février 1074) est le co-prince de Bénévent avec son père Landolf VI à partir d'août 1056, lorsqu'il est associé au trône par son grand-père Pandolf III, jusqu'à sa propre mort dans un combat avant le décès de son père. 

## Corégent
En 1059 le vieux Pandolf III abdique pour se retirer dans le monastère de Sainte-Sophie de Bénévent où il meurt peu après. Il laisse le trône à son fils Landolf VI et à son petit-fils le jeune Pandolf IV. 
Pandolf IV est sans doute  présent le 1er octobre 1071 lors de la re-consécration de l'abbaye de Mont-Cassin. Il n'apparaît pas par contre lors du traité signé le 22 août 1073 par son père et le pape Grégoire VII, suzerain de la principauté de Bénévent, qui tente d'organiser une coalition contre Robert Guiscard. À cette époque, Landolf IV n'est plus mentionné dans les chroniques et Pandolf IV semble exercer les responsabilités de prince mais il est tué lors de la bataille de Montesarchio contre les Normands le 7 février 1074.

## Sources
- Venance Grumel Traité d'études byzantines La Chronologie: Presses universitaires de France Paris 1958, « Princes Lombards de Bénévent et de Capoue » p. 418-420.
- Pierre Aubé Les empires normands d'Orient Librairie académique Perrin, Paris 1991,  (ISBN 201278738X).
- (en) Pandolf IV (-1074) sur le site Medieval Lands